# Суверен
Суверен (от фр. souverain — «высший», «верховный») — лицо, которому без каких-либо ограничительных условий и в течение неопределённого срока полностью принадлежит верховная власть в государстве.
Термин введён в научный оборот в его современном значении основоположником теории государственного суверенитета французским юристом, политиком и философом Жаном Боденом.
Часто «суверен» переводят как «монарх», «государь» или «правитель», однако носителем верховной власти в государстве может быть не только один человек (такое государство Жан Боден называл монархией), но также группа лиц или даже большинство населения страны (аристократия и демократия, соответственно — в терминологии Ж. Бодена).